# Hyllisia variegata
Hyllisia variegata là một loài bọ cánh cứng trong họ Cerambycidae.